# Harold Pinter
Harold Pinter CH, CBE (Hackney, Londres, 10 d'octubre del 1930 — Londres, 2008) fou un dramaturg, poeta, guionista i actor anglès guardonat amb el Premi Nobel de Literatura l'any 2005.

## Biografia
Harold Pinter va néixer en el si d'una família de classe obrera, nascuda a Anglaterra però d'origen jueu (sembla que d'ascendència asquenasita i no sefardita, encara que la qüestió no ha estat resolta).Va estudiar a la Hackney Downs Grammar School. Reconeix una "profunda influència" de l'evacuació a Cornualla (Gran Bretanya) i Reading entre 1940 i 1941, abans i durant els atacs nazis sobre Londres durant la Segona Guerra Mundial, i pel fet d'haver-se hagut d'enfrontar a la "intensitat a vida o mort de l'experiència diària". D'adolescent, escrivia i publicava poesia amb freqüència (i ho va continuar fent al llarg de la seva carrera). Va interpretar els papers de Romeo i Macbeth el 1947 i el 1948, encara com a estudiant de la Hackney Downs Grammar School, en produccions dirigides pel seu professor d'anglès i amic, Joseph Brearley.
A principis del 1948, durant dos semestres, va fer classes a la Royal Academy of Dramatic Art (RADA). Aquell mateix any, va ser cridat a files però es va declarar objector de consciència. El van dur a judici dues vegades i, finalment, va ser condemnat a pagar una multa. Odiava la RADA i la va deixar el 1949. Va fer un petit paper en Dick Whittington and His Cat al Chesterfield Hippodrome entre 1949 i 1950. De gener a juliol del 1951, va seguir dos trimestres a la Central School of Speech and Drama, i els dos anys següents va fer una gira per Irlanda amb la companyia d'Anew McMaster, amb què va fer una dotzena de papers. El 1952, va anar actuant en diversos papers secundaris per tot Anglaterra. El 1953 i 1954, va treballar per a la Donald Wolfit Company, King's Theatre, Hammersmith, on va fer uns deu papers. Del 1954 al 1959 Pinter va utilitzar el pseudònim de David Baron. Segons Billington, Pinter va treballar d'actor durant "uns nou anys", sobretot en companyies regionals, per a un total de vint-i-cinc papers. En aquesta època, també va fer alguns papers en obres seves o d'altres —en la ràdio, TV i pel·lícules—, com ha tornat a fer recentment.
Entre 1956 i 1980, Pinter va estar casat amb Vivien Merchant, una actriu de repartiment que va conèixer en una gira, coneguda pel seu paper en la pel·lícula Alfie (1966), amb la qual va tenir un fill, Daniel, que va néixer el 1958. A principis de la dècada del 1970, Merchant va aparèixer en diverses obres de Pinter, sobretot Qui a casa torna, tant a l'escenari (1965) com a la pantalla (1973). El matrimoni va ser turbulent i ja va començar a desintegrar-se a partir de mitjans dels anys seixanta. Entre 1962 i 1969, Pinter va tenir un afer secret amb Joan Bakewell, que va servir per a la seva obra Betrayal. Segons les seves pròpies notes per a aquesta peça, entre 1975 i 1980 va viure amb la historiadora Antonia Fraser, esposa del polític anglès sir Hugh Fraser. El 1975 Merchant va demanar el divorci. Finalment, els Fraser es van divorciar el 1977 i els Pinter, el 1980. Aquell mateix any, es van casar Harold Pinter i Antonia Fraser.
Incapaç de superar l'amargor i el dol per la pèrdua del marit, Vivien Merchant va morir d'alcoholisme agut el 1983. Segons Billington, Pinter "va fer tot el possible per ajudar-la" i lamenta que l'apartés del seu fill, Daniel, després de la separació i segones núpcies de l'autor. Pinter va declarar públicament, en diverses entrevistes recents, que continua "molt feliç" en el seu segon matrimoni i que gaudeix de la vida familiar, que inclou sis fillastres adults i gairebé el doble de nets. Es considera "un home molt feliç en tots els aspectes".
Pinter morí el dimecres 24 de desembre del 2008 a la ciutat anglesa de Londres, a l'edat de 78 anys, a causa d'un càncer. La malaltia que patia va impedir que assistís el desembre a la seva investidura com a doctor honoris causa a la Central School of Speech and Drama de Londres.

## Carrera literària
Pinter és autor de vint-i-nou obres teatrals, quinze esquetxos dramàtics, més de vint guions per a televisió i cinema, una novel·la, proses de ficció i assagístiques. També és coautor de dues obres de teatre i de ràdio. Juntament al Premi Tony de teatre rebut el 1967 per The Homecoming (Qui a casa torna) i altres premis i nominacions als Estats Units, autor i obra han rebut diversos premis al Regne Unit i arreu. Els guions per a La dona del tinent francès i Betrayal van ser nominades als premis Oscar, en la categoria de guió adaptat, els anys 1981 i 1983.
La seva primera obra teatral, The Room, escrita el 1957, fou una producció dels estudiants a la Universitat de Bristol que va dirigir l'actor Henry Woolf que, a més, va interpretar el personatge de Mr. Kidd. Pinter va comentar-li que tenia una "idea" per a una peça i Woolf li va demanar d'escriure-la per poder-la dirigir (com un dels requisits per a obtenir un postgrau). Sembla que Pinter la va escriure en tres dies. Per celebrar el cinquantè aniversari de la primera representació de l'obra, Henry Woolf va tornar a representar el paper de Mr. Kidd, a la Universitat de Leeds, en un simposi sobre l'autor el 2007.
The Birthday Party, la segona obra de Pinter i una de les més conegudes, va començar sent un desastre, malgrat una crítica entusiasta en el Sunday Times del reputat crític sir Harold Hobson (que, tanmateix, només es va publicar un cop clausurada l'obra i, per tant, sense possibilitat per salvar-la). Se sol considerar que Hobson va descobrir i àdhuc salvar Pinter. Després de l'èxit de The Caretaker el 1960, que va fixar la reputació teatral de Pinter, es va reprendre The Birthday Party tant en la televisió (en què el mateix Pinter feia de Goldberg) com en el teatre (en què va ser ben rebuda). Quan la producció de The Homecoming (1964) de Peter Hall va arribar a Nova York (és a dir, el 1967), Harold Pinter ja era un famós autor de teatre i l'obra va recollir quatre premis Tony, entre altres guardons.
En una ressenya publicada el 1958, aprofitant com a subtítol l'A Lunatic View d'una obra de David Campton, el crític teatral Irving Wardle va anomenar les primeres obres de Pinter "comèdia de l'amenaça", una etiqueta que el públic ha aplicat sovint al seu teatre, de vegades en un intent d'encasellar-lo i reduir-lo. Aquestes obres s'inicien amb una situació d'aparença innocent que acaba esdevenint amenaçadora i absurda a mesura que els personatges es comporten d'una manera que el públic sol veure com a inexplicable, i que enllaça amb el teatre de l'absurd. En aquest sentit, Pinter reconeix la influència de Samuel Beckett, especialment en les primeres obres; van ser amics i sovint es van intercanviar els esborranys que escrivien.
Des de finals dels seixanta i fins a principis dels vuitanta, Pinter va escriure Landscape, Silence, Night, Old Times, No Man's Land, Betrayal, The Proust Screenplay, Family Voices i A Kind of Alaska. Totes aquestes dramatitzen aspectes de la memòria i, per aquest motiu, solen veure's classificades com a "obres de la memòria". Durant els anys setanta, Pinter es va posar a dirigir més freqüentment. Fins i tot, va esdevenir director adjunt de la Royal National Theatre el 1973. En total, ha dirigit gairebé cinquanta produccions, pròpies i d'altres autors, tant per al teatre com per al cinema i per a la televisió.
Des dels anys vuitanta, les seves obres tenen tendència a ser més breus i amb clar contingut polític, per a criticar l'opressió, la tortura i altres violacions dels drets humans. En una entrevista del 1985, Pinter afirma que, si bé les seves primeres obres presentaven "metàfores" sobre el poder i la manca de poder, les darreres presentaven "realitats" del poder i l'abús. Del 1993 al 1999, com a reflex de preocupacions polítiques i personals, va escriure Moonlight i Ashes to Ashes, obres de plena durada amb escenaris familiars relacionats amb la mort i —en la darrera obra— amb atrocitats com ara l'Holocaust. En aquesta època, després de la mort dels seus pares, barrejant un cop més política i vida personal, Pinter va escriure els poemes Death (1997) (que va llegir en el discurs d'acceptació del Premi Nobel) i The Disappeared (1998).
A finals del 2001, se li va diagnosticar càncer d'esòfag, malaltia que, el 2002, el va dur a una operació (amb èxit) i a la quimioteràpia. Durant el tractament, va dirigir una versió de la seva peça No Man's Land; va escriure i va actuar en un esquetx titulat Press Conference i va aparèixer en la televisió dels Estats Units fent un paper en una pel·lícula de la HBO, Wit, escrita per Margaret Edson (guanyadora del Premi Pulitzer). Des d'aleshores, gradualment més compromès políticament com a "citizen Pinter", l'autor ha continuat escrivint i presentant poesia, peces de teatre, assaigs i discursos de continguts clarament polítics.
El 2005, durant una entrevista en la BBC, va anunciar que deixava d'escriure teatre per dedicar-se a l'activisme polític i la poesia. Aquell mateix any, fou guardonat amb el Premi Nobel de Literatura per unes obres que descobreixen el precipici sota una xerrameca diària i foren l'entrada en les cambres tancades de l'opressió.
Ha estat traduït al català per Joaquim Mallafrè (Qui a casa torna), Ernest Riera (Traïció), Imma Garín i Víctor Batallé (La festa d'aniversari), Miquel Berga (Engany), Manuel de Pedrolo, Jordi Malé, Josep M. Balañà, Víctor Batallé amb Joaquim Mallafrè (Esquetxos i altres peces), Jordi Martín (Veus vàries) i Marta Pera (Els nans), Joan Sellent (Terra de ningú, Vells Temps i Cendres de les cendres).

## Obres publicades
| - 1957: The Room - 1957: The Birthday Party - 1957: The Dumb Waiter - 1958: A Slight Ache - 1958: The Hothouse - 1959: The Caretaker - 1959: A Night Out - 1960: Night School - 1960: The Dwarfs - 1961: The Collection - 1962: The Lover - 1964: Tea Party - 1964: The Homecoming - 1966: The Basement - 1967: Landscape - 1968: Silence - 1970: Old Times - 1972: Monologue - 1974: No Man's Land - 1978: Betrayal - 1980: Family Voices - 1982: A Kind of Alaska - 1982: Victoria Station - 1984: One for the Road - 1988: Mountain Language - 1991: Party Time - 1993: Moonlight - 1996: Ashes to Ashes - 1999: Celebration - 2000: Remembrance of Things Past - 1959: "The Black and White" - 1959: "Trouble in the Works" - 1959: "Last to Go" - 1959: "Request Stop" - 1959: "Special Offer" - 1959: "That's Your Trouble" - 1959: "That's All" - 1959: "Interview" - 1959: "Applicant" - 1959: "Dialogue for Three" - 1969: "Night" - 1983: "Precisely" - 1991: "The New World Order" - 2002: "Press Conference" - 2006: "Apart from That" - 2005: Voices | - 1963: The Caretaker - 1963: The Servant - 1963: The Pumpkin Eater - 1963: The Compartment - 1965: Conspiració a Berlin (The Quiller Memorandum) - 1966: Accident - 1967: The Birthday Party - 1969: The Go-Between - 1969: The Homecoming - 1972: The Proust Screenplay - 1974: The Last Tycoon - 1980: The French Lieutenant's Woman - 1981: Betrayal - 1982: Victory - 1984: Turtle Diary - 1987: The Handmaid's Tale - 1988: Reunion - 1988: Heat of the Day - 1989: The Comfort of Strangers - 1992: Party Time - 1993: The Trial - 1994: Lolita, versió ni publicada ni filmada - 1997: The Dreaming Child - 2000: The Tragedy of King Lear, versió ni publicada ni filmada - 1949: Kullus - 1953: Latest Reports from the Stock Exchange - 1955: The Black and White - 1955: The Examination - 1963: Tea Party - 1975: The Coast - 1976: Problem - 1977: Lola - 1995: Short Story - 1995: Girls - 1997: God's District, inèdita - 1999: Sorry About This - 2000: Tess - 2001: Voices in the Tunnel - 1971: Poems - 1977: I Know the Place - 1978: Poems and Prose 1949-1977 - 1990: Ten Early Poems - 1995: Collected Poems and Prose - 2002: "The Disappeared" and Other Poems - 2003: War |

## Nominancions i premis cinematogràfics

### Premi Oscar
| Any  | Categoria    | Pel·lícula                    | Resultat |
| ---- | ------------ | ----------------------------- | -------- |
| 1984 | Guió adaptat | Betrayal                      | Candidat |
| 1982 | Guió adaptat | The French Lieutenant's Woman | Candidat |

### Globus d'Or
| Any  | Categoria | Pel·lícula                    | Resultat |
| ---- | --------- | ----------------------------- | -------- |
| 2007 | Guió      | The French Lieutenant's Woman | Candidat |

### Premi BAFTA
| Any  | Categoria       | Pel·lícula                    | Resultat  |
| ---- | --------------- | ----------------------------- | --------- |
| 1987 | BAFTA honorífic | (a la seva trajectòria)       | Guanyador |
| 1984 | Guió adaptat    | Betrayal                      | Candidat  |
| 1982 | Guió            | The French Lieutenant's Woman | Candidat  |
| 1972 | Guió            | The Go-Between                | Guanyador |
| 1968 | Guió britànic   | Accident                      | Candidat  |
| 1967 | Guió britànic   | The Quiller Memorandum        | Candidat  |
| 1965 | Guió britànic   | The Pumpkin Eater             | Guanyador |
| 1964 | Guió britànic   | The Servant                   | Candidat  |